# John McIntyre (Theologe)
John McIntyre CVO FRSE (* 20. Mai 1916 in Glasgow; † 15. Dezember 2005, Edinburgh) war ein schottischer Pastor und Theologe. Er war der Moderator der General Assembly der Church of Scotland 1982–83 und Chaplain to the Queen in Schottland von 1990 bis 1996.

## Leben
McIntyre wurde am 20. Mai 1916 in eine Arbeiterfamilie hineingeboren. Sein Vater war ein Zimmerer. Seine Bildung erhielt er an der Bathgate Academy und an der University of Edinburgh (Master of Arts (MA) in Mental Philosophy First Class Honours 1938, Bachelor of Divinity with Distinction).
Er wurde 1941 als Pastor in der Church of Scotland ordiniert und arbeitete in Glen Orchy und Inishail als locum tenens (vertretungsweise, 1941–43) und in Fenwick als Pastor (1943–45).
1946 wurde er als Professor of Theology auf die Hunter-Baillie-Professur an das St. Andrew’s College in Sydney berufen. Er blieb dort bis 1956, nachdem er 1950 auch Principal (Rektor) geworden war. 1990 wurde er zum Honorary Fellow ernannt. 1953 erwarb er einen Ph.D. in Theologie an der University of Edinburgh. 1956 wurde er zum Professor of Divinity an der University of Edinburgh berufen, nachdem er einen Ruf an das Union Theological Seminary in the City of New York abgelehnt hatte. Er hielt die Professur bis 1986. Zusätzlich war er Principal des New College und Dekan der Faculty of Divinity (1968–74) sowie Principal und Vice-Chancellor der Universität (1973–74, erneut 1979). Er war der First Senior Warden der Pollock Halls of Residence, wo das Refektorium heute zu seinen Ehren benannt ist.
1971 war er übergangsweise Pastor der St Giles’ Cathedral (High Kirk of Edinburgh). Später war er von 1974 bis 1989 Dekan (Dean) des Distelordens und von 1974 bis 1975 Extra Chaplain to the Queen in Scotland Chaplain 1975–86, und Extra Chaplain 1986–2005. Er wurde 1985 von Königin Elisabeth II. zum Commander des Royal Victorian Order ernannt.
1982 folgte er auf Andrew Beveridge Doig als Moderator der General Assembly der Church of Scotland. Von 1983 bis 1987 war er Convenor (Obmann) des Church of Scotland Board of Education.
1986 wurde ihm zu Ehren die Festschrift Religious imagination herausgegeben. Nachdem er den Doctor of Letters an der University of Edinburgh erworben hatte, erhielt er noch Ehrendoktorwürden der University of Edinburgh, University of Glasgow (Doctor of Divinity) und des College of Wooster (Doctor of Humane Letters). 1977 wurde er Fellow der Royal Society of Edinburgh. Er war Mitglied des Council 1979–86 und Vizepräsident 1983–86.
1996 ging er in den Ruhestand und starb am 15. Dezember 2005 in der The Royal Infirmary of Edinburgh.

## Werke
- The shape of christology: studies in the doctrine of the person of Christ. 2nd edn, Edinburgh: T&T Clark, 1998; 1st edn, London: SCM, 1966.
- The shape of pneumatology: studies in the doctrine of the Holy Spirit. Edinburgh: T&T Clark, 1997.
- The shape of soteriology: studies in the doctrine of the death of Christ. T&T Clark, 1992.[12]
- Faith theology, and imagination. Edinburgh: Handsel Press, 1987.
- Prophet of penitence: our contemporary ancestor. Edinburgh: Saint Andrew Press, 1972.
- The availability of Christ. Edinburgh: Scottish Church Society, 1962.
- On the love of God. London: Collins, 1962.
- The Christian doctrine of history. Edinburgh: Oliver and Boyd, 1957.
- St. Anselm and his critics: a re-interpretation of the Cur Deus homo. Edinburgh: Oliver and Boyd, 1954.